# Forcipomyia semirustica
Forcipomyia semirustica är en tvåvingeart som beskrevs av Remm och Zhogolev 1968. Forcipomyia semirustica ingår i släktet Forcipomyia och familjen svidknott. Inga underarter finns listade i Catalogue of Life.